# جاستن تافا
جاستن تافا (بالإنجليزية: Justin Tafa؛ مواليد 13 ديسمبر 1993) هو مُقاتل فنون قتالية مختلطة نيوزيلندي.

## وصلات خارجية
- جاستن تافا على موقع يو إف سي (الإنجليزية)
- جاستن تافا على موقع شيردوغ (الإنجليزية)
- جاستن تافا على موقع Tapology.com (الإنجليزية)